# Zone rouge
Zone Rouge é um filme de suspense e ação (gênero) francês de 1986, dirigido por Robert Enrico.

## Sinopse
Única sobrevivente de um estranho incêndio que devastou a sua aldeia, Claire Rousset afirma que essa catástrofe fora de origem criminosa. Juntamente com Jeff Montelier, ela fará tudo para tentar esclarecer a verdade.

## Elenco
- Sabine Azéma.... Claire Rousset
- Richard Anconina.... Jeff Montelier
- Hélène Surgère.... a mãe de Claire
- Jacques Nolot.... Pierre Rousset